# Списак епизода серије Млађа

Млађа је америчка драмедијска телевизијска серија чија је премијера била 31. марта 2015. године на мрежи TV Land. Базирана на истоименој новели Памеле Реднонд Сатран, серију је створио Дарен Стар и глуми Сатон Фостер у главној улози Лајзе Милер, 40-годишњу недавно разведену мајка која, након што је тешко добила посао у својим годинама, покушава да се изда за 26-годишњакињу како би започела свој живот испочетка. Хилари Даф, Деби Мејзар, Миријам Шор, Нико Торторела, Моли Бернард, Питер Херман и Чарлс Мајкл Дејвис такође глуме у споредним улогама. Дана 21. априла 2015. године, серија Млађа је обновљена за другу сезону од 12 епизода, која је имала премијеру у јануару 2016. године. Дана 6. јануара 2016. године, серија Млађа је обновљена за трећу сезону од 12 епизода, која се емитовала 28. септембра 2016. године. Серија Млађа је обновљена за шесту сезону 4. јуна 2018. године. Дана 24. јула 2019. године, TV Land је обновио серију за седму и финалну сезону.
Од 4. септембра 2019. године, емитовано је 72 епизоде серије Млађа, укупни шест сезона.

## Преглед серије
| Сезона | Сезона | Епизоде | Епизоде | Оригинално емитовање | Оригинално емитовање | Оригинално емитовање |
| Сезона | Сезона | Епизоде | Епизоде | Премијера            | Финале               | Мрежа                |
| ------ | ------ | ------- | ------- | -------------------- | -------------------- | -------------------- |
|        | 1.     | 12      | 12      | 31. март 2015.       | 9. јун 2015.         |                      |
|        | 2.     | 12      | 12      | 13. јануар 2016.     | 23. март 2016.       |                      |
|        | 3.     | 12      | 12      | 28. септембар 2016.  | 14. децембар 2016.   |                      |
|        | 4.     | 12      | 12      | 28. јун 2017.        | 13. септембар 2017.  |                      |
|        | 5.     | 12      | 12      | 5. јун 2018.         | 28. август 2018.     |                      |
|        | 6.     | 12      | 12      | 12. јун 2019.        | 4. септембар 2019.   |                      |
|        | 7.     | 12      | 12      | 15. април 2021.      | н. п.                |                      |